# Francis Piasecki
Francis Piasecki (født 28. juli 1951 i Talange, Frankrig, død 6. marts 2018) var en fransk fodboldspiller (midtbane) og -træner.
Piasecki tilbragte hele sin karriere i hjemlandet, hvor han repræsenterede flere forskellige klubber, blandt andet FC Metz, Paris Saint-Germain og RC Strasbourg. Hos Strasbourg var han med til at vinde det franske mesterskab i 1979.
Piasecki spillede desuden tre kampe for Frankrigs landshold, to EM-kvalifikationskampe mod Luxembourg og en venskabskamp mod Spanien. Efter sit karrierestop var han i perioden 1985-86 også træner for sin gamle klub som aktiv, RC Strasbourg.

## Titler
Ligue 1
- 1979 med RC Strasbourg